# Chuck Mangione
Charles Frank Mangione (Rochester, Nova York, 29 de novembre de 1940 – Rochester, 22 de juliol de 2025) fou un músic i compositor de jazz estatunidenc, reconegut internacionalment per la seva trajectòria com a intèrpret de flugelhorn i trompeta. Es graduà a la Benjamin Franklin High School i posteriorment obtingué el títol universitari a l’Eastman School of Music, institució on més endavant exercí com a docent i rebé un doctorat honoris causa.
La seva carrera començà amb el grup The Jazz Brothers, que formà juntament amb el seu germà, el pianista Gap Mangione. Posteriorment, es va unir als Jazz Messengers d’Art Blakey com a trompetista. Entre 1968 i 1969 va dirigir l’Eastman Jazz Ensemble i, el 1970, va gravar Friends and Love amb l’Orquestra Filharmònica de Rochester. També va actuar en formació de quartet amb el saxofonista Gerry Niewood.
Aconseguí projecció internacional amb amb temes com ara, «Chase the Clouds Away», utilitzat als Jocs Olímpics de 1976, o «Give It All You Got», tema oficial dels Jocs Olímpics d’Hivern de 1980 a Lake Placid. Al llarg de la seva trajectòria, Chuck Mangione obtingué catorze nominacions als Premis Grammy, amb dues victòries. El seu àlbum Feels So Good esdevingué un dels discos de jazz més reeixits segons el Rochester Music Hall of Fame, entitat de la qual fou membre des del 2012.
A més de la seva carrera musical, Mangione va aparèixer en programes com Magnum, P.I. i Sharon, Lois & Bram's Elephant Show. També va tenir un paper recurrent a la sèrie animada King of the Hill com a portaveu fictici del «Mega Lo Mart». El seu àlbum Everything For Love (2000) inclou la peça «Peggy Hill» en homenatge a la sèrie.

## Discografia
Les obres enregistrades de Mangione inclouen:
- The Jazz Brothers com a Mangione Brothers Sextet amb Chuck Mangione (Riverside Records|Riverside, 1960)
- Hey Baby! com a Jazz Brothers amb Chuck Mangione (Riverside, 1961)
- Spring Fever com a Jazz Brothers amb Chuck Mangione, Sal Nistico (Riverside, 1961)
- Recuerdo (Jazzland, 1962)
- Friends and Love|Friends & Love...A Chuck Mangione Concert (Mercury, 1970)
- Together: A New Chuck Mangione Concert (Mercury, 1971)
- Alive! (Mercury, 1972)
- The Chuck Mangione Quartet (Mercury, 1972)
- Land of Make Believe (Chuck Mangione album)|Land of Make Believe (Mercury, 1973)
- Chase the Clouds Away (A&M, 1975)
- Bellavia (A&M, 1975)
- Main Squeeze (A&M, 1976)
- Feels So Good (Chuck Mangione album)|Feels So Good (A&M, 1977)
- Children of Sanchez (album)|Children of Sanchez (A&M, 1978)
- Fun and Games (Chuck Mangione album)|Fun and Games (A&M, 1979)
- An Evening of Magic, Live at the Hollywood Bowl (A&M, 1979)
- Tarantella (A&M, 1981)
- Love Notes (Columbia, 1982)
- 70 Miles Young (A&M, 1982)[7]
- Journey to a Rainbow (Columbia, 1983)
- Disguise (Columbia, 1984)
- Save Tonight for Me (Columbia, 1986)
- Eyes of the Veiled Temptress (Columbia, 1988)
- Live at the Village Gate (Feels So Good, 1989)
- The Boys from Rochester (Feels So Good, 1989)
- The Hat's Back (Chuck Mangione, 1994)[8]
- Together Forever amb Steve Gadd (Chuck Mangione, 1994)
- The Feeling's Back (Chesky Records|Chesky, 1999)
- Everything for Love (Chesky, 2000)[9]